# 1587
1587 је била проста година.

## Догађаји

### Фебруар
- 8. фебруар — После 19 година заточеништва погубљена шкотска краљица Мери Стјуарт, због учешћа у Бабингтоновој завери за збацивање са престола енглеске краљице Елизабете I.

### Април
- 19. април — Енглески адмирал Френсис Дрејк је упловио у луку Кадиз и потопио шпанску флоту.
- 24. април — Напад на Кадиз 1587. године

### Датум непознат
- Википедија:Непознат датум — Започео Осми хугенотски рат, познатији као Рат тројице Анрија
- Википедија:Непознат датум — Патријарх српски Саватије је изабран за архиепископа пећког и патријарха српског.

## Рођења

### Јануар
- Википедија:Непознат датум — Луарсаб II, карталински кнез и хришћански светитељ († 1622)

## Смрти

### Фебруар
- 8. фебруар — Мери Стјуарт, шкотска краљица (* 1542)
- 17. октобар — Франческо I Медичи, велики тоскански војвода